# جبال تشينلينغ
جبال تشينلينغ (بالصينية المبسطة: 秦岭؛ بالصينية التقليدية: 秦嶺؛ بالبينيين: Qínlǐng) أو جبال تشين، والمعروفة سابقًا باسم نانشان ("الجبال الجنوبية")، هي سلسلة جبال رئيسية تمتد من الشرق إلى الغرب في جنوب مقاطعة شنشي، الصين. تُمثل هذه الجبال الحد الفاصل بين أحواض تصريف نهر يانغتسي والنهر الأصفر، مما يُشكل حدودًا طبيعية بين شمال وجنوب الصين، وتحتضن مجموعةً هائلةً من النباتات والحيوانات البرية، بعضها لا يُوجد في أي مكان آخر على وجه الأرض.
يقع شمالها وادي نهر وي المكتظ بالسكان، وهو مركزٌ عريقٌ للحضارة الصينية. جنوبها وادي نهر هان. غربها سلسلة جبال تمتد على طول الحافة الشمالية لهضبة التبت. شرقها جبال فونيو ودابي السفلى، التي ترتفع من السهل الساحلي.
الجانب الشمالي من السلسلة مُعرَّض لطقس حار، إذ يُشير ظل المطر الذي تُلقيه الحواجز الطبيعية للجبال إلى أن الأرض الواقعة شمالًا تتمتع بمناخ شبه قاحل، وبالتالي فهي فقيرة نوعًا ما من حيث الخصوبة وتنوع الأنواع. علاوة على ذلك، كانت الجبال في الماضي بمثابة دفاع طبيعي ضد غزوات الرحل القادمة من الشمال، حيث لا تعبرها سوى أربعة ممرات. في أواخر تسعينيات القرن العشرين، تم الانتهاء من نفق للسكك الحديدية وممر حلزوني، مما سهَّل السفر عبر السلسلة.